# Philip Skell
Philip S. Skell (Brooklyn, 30 december 1918 - 21 november 2010) was een Amerikaans scheikundige die wel de "vader van de carbeenchemie" wordt genoemd. Hij formuleerde de Skell-regel, die de meest waarschijnlijke routes voorspelt waarlangs bepaalde chemische samenstellingen gevormd worden. Sinds 1977 was Skell lid van de NAS, de Amerikaanse academie van wetenschappen. Laat in zijn carrière werd Philip Skell een scepticus van neodarwinistische evolutie.